# Косчагил
Косчагил (Косчагыл, Косшагыл; каз. Қосшағыл) — село в Жылыойском районе Атырауской области Казахстана. Административный центр Косчагилского сельского округа.

## География
Находится примерно в 19 км к юго-западу от центра города Кульсары. Код КАТО — 233643100.

## История
Возник в 1933 году при нефтепромысле. С 1934 года имел статус рабочего посёлка. В 1938 году в посёлок перенесен центр Жилкосинского района.

## Население
| 1939  | 1959  | 1970  | 1979  | 1989  | 1999  | 2009  |
| ----- | ----- | ----- | ----- | ----- | ----- | ----- |
| 6125  | ↘4067 | ↘2721 | ↘2462 | ↗2465 | ↗3790 | ↗3935 |
| 2021  |       |       |       |       |       |       |
| ↗4049 |       |       |       |       |       |       |

В 1999 году население села составляло 3790 человек (1866 мужчин и 1924 женщины). По данным переписи 2009 года в селе проживало 3935 человек (1925 мужчин и 2010 женщин).

## В литературе
Населённому пункту и освоению нефтяных месторождений Макатского и Жылыойского районов Атырауской области посвящена книга путевых очерков репрессированного украинского писателя, поэта и журналиста Майка Йогансена (1896—1937) «Кос Чагил на Ембі» (1936).